# Міффлін (Пенсільванія)
Міффлін (англ. Mifflin) — місто (англ. borough) в США, в окрузі Джуніата штату Пенсільванія. Населення — 530 осіб (2020).

## Географія
Міффлін розташований за координатами 40°34′7″ пн. ш. 77°24′16″ зх. д. / 40.56861° пн. ш. 77.40444° зх. д. (40.568570, -77.404539). За даними Бюро перепису населення США в 2010 році місто мало площу 0,45 км², уся площа — суходіл.

## Демографія
Згідно з переписом 2010 року, у селищі мешкали 642 особи в 226 домогосподарствах у складі 159 родин. Густота населення становила 1423 особи/км². Було 254 помешкання (563/км²).
Расовий склад населення:
| - 88,8 % — білих - 0,3 % — корінних американців - 0,3 % — чорних або афроамериканців - 9,7 % — осіб інших рас |

До двох чи більше рас належало 0,9 %. Частка іспаномовних становила 13,9 % від усіх жителів.
За віковим діапазоном населення розподілялося таким чином: 29,9 % — особи молодші 18 років, 60,3 % — особи у віці 18—64 років, 9,8 % — особи у віці 65 років та старші. Медіана віку мешканця становила 31,7 року. На 100 осіб жіночої статі у селищі припадало 99,4 чоловіків; на 100 жінок у віці від 18 років та старших — 101,8 чоловіків також старших 18 років.
Середній дохід на одне домашнє господарство становив 49 561 долар США (медіана — 41 667), а середній дохід на одну сім'ю — 61 557 доларів (медіана — 53 750). За межею бідності перебувало 13,3 % осіб, у тому числі 20,2 % дітей у віці до 18 років та 0,0 % осіб у віці 65 років та старших.
Цивільне працевлаштоване населення становило 361 особа. Основні галузі зайнятості: виробництво — 36,8 %, освіта, охорона здоров'я та соціальна допомога — 18,8 %, транспорт — 8,9 %, науковці, спеціалісти, менеджери — 8,9 %.